# Альбертінум

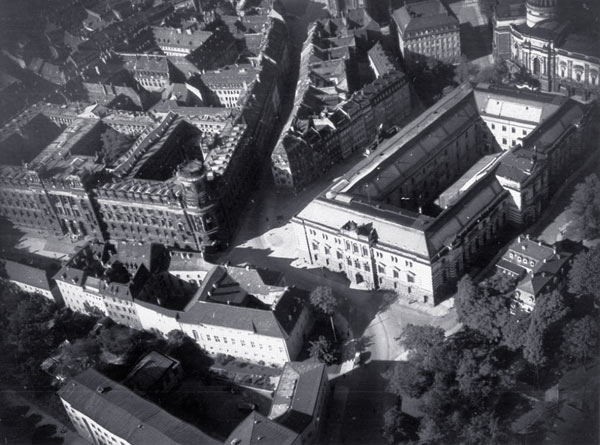
Велика будівля на півночі праворуч — Альбертінум. Ліворуч управління дрезденської поліції.

Альбертінум — відомий музей образотворчого мистецтва у Дрездені, Німеччина. Вміщує постійну експозицію Галереї нових майстрів.

## Історія
Альбертінум, названий на честь саксонського короля Альберта, було збудовано між 1884 і 1887 роками Карлом Адольфом Кензлером як музей та архів. З 1889 року в Альбертінумі проводилися виставки чудових колекцій скульптур, в тому числі й відомі, але проблемні реконструкції Афіни Лемнії. Зруйнований в лютому 1945 році, Альбертінум було відновлено до 1953 року.
До 2004 року Альбертінум був будівлею музею «Зелене склепіння», який було названо значущою колекцією королівських скарбів Німеччини, таких як вишнева яма з 365 вигравіюваними обличчями. Однак «Зелене склепіння» відтепер розміщене в Дрезденському замку, а не в Альбертінумі.

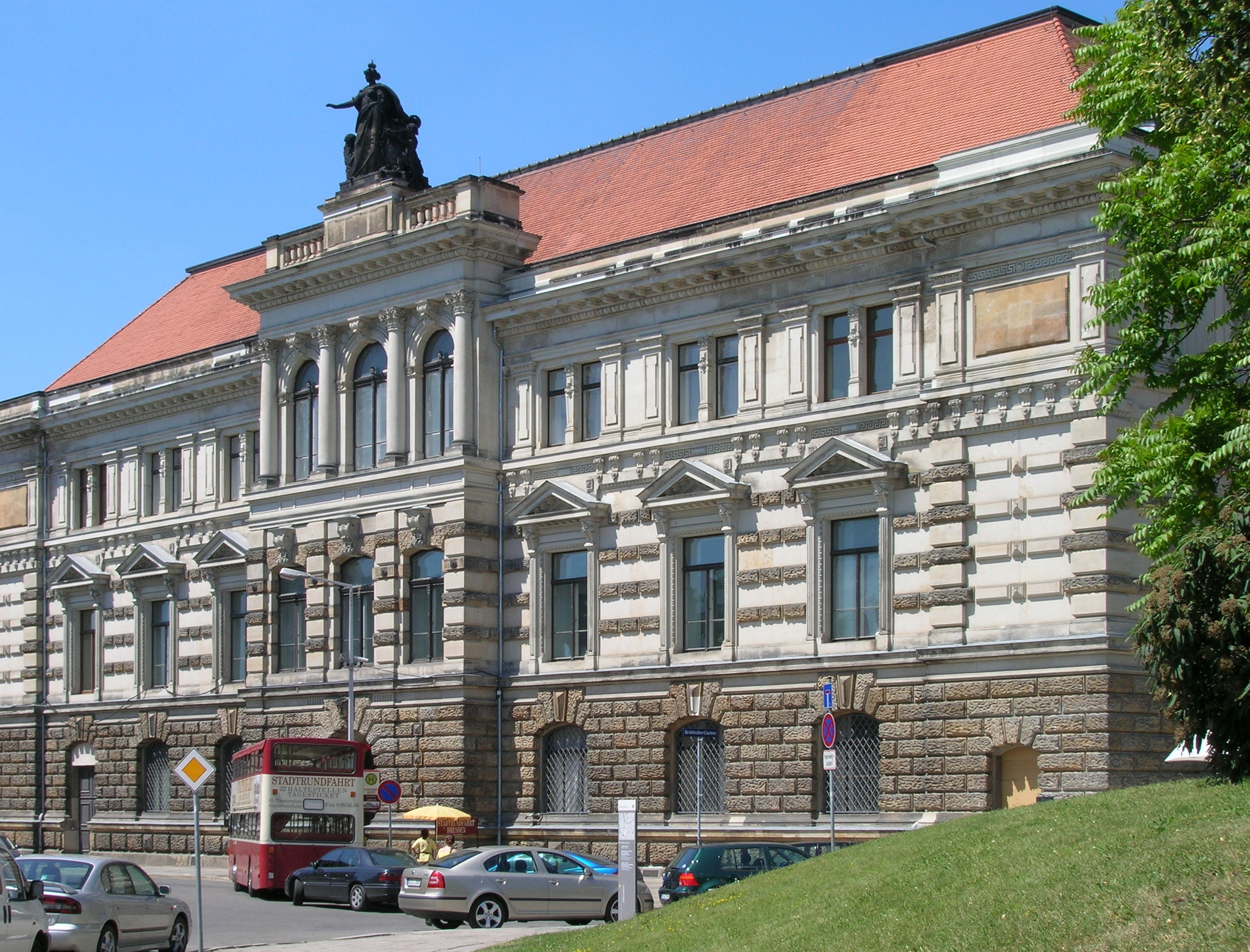
Східний вхід до Альбертінуму